# Taschenbibliothek der Weltliteratur
Die Taschenbibliothek der Weltliteratur war eine Buchreihe im Aufbau Verlag in Berlin und Weimar zwischen 1977 und 1991. Insgesamt erschienen 101 Bände.

## Geschichte
1977 wurden die ersten fünf Titel der Taschenbibliothek der Weltliteratur im Aufbau Verlag herausgegeben. Sie wollte anspruchsvolle Werke der Weltliteratur zu einem niedrigen Preis zugänglich machen. Zu den Autoren gehörten Hermann Hesse (4 Bände), Michail Bulgakow (Der Meister und Margarita), Franz Kafka, Stefan Zweig und viele andere.
Die ersten neun Titel wurden 1979 mit als Schönste Bücher der DDR ausgezeichnet.
Von den meisten Ausgaben erschienen mehrere Auflagen. 1991 erschienen die letzten Titel.

## Bände (Auswahl)
1977
- 49 Stories, 1. Die Ersten und die Letzten; 2. Männer ohne Frauen
- Émile Zola, Die Beute
- Anton Tschechow, Die Hexe
- Die Jadegöttin
- Stefan Zweig Leporella
- Daniel Defoe, Roxana

1978
- Franz Werfel, Die vierzig Tage des Musa Dagh
- Stendhal, Rot und Schwarz, 2 Bände, 2. Aufl.
- Alberto Moravia, Cesira
- D. H. Lawrence, Lady Chatterley

1979
- Jaroslav Hašek, Die Abenteuer des braven Soldaten Schwejk, 2 Bände
- Lion Feuchtwanger, Die Jüdin von Toledo
- Joseph Roth, Radetzkymarsch
- Joseph Conrad, Spiel des Zufalls
- Honoré de Balzac, Tante Lisbeth

1980
- Hermann Hesse, Der Steppenwolf
- Thomas Mann, Der Tod in Venedig
- Iwan Turgenjew, Ein Adelsnest
- Theodor Storm, Ein Doppelgänger
- Gabriel García Márquez, Hundert Jahre Einsamkeit
- Denis Diderot, Jacques der Fatalist und sein Herr
- Theodore Dreiser, Schwester Carrie

1981
- Fjodor Dostojewski, Der Spieler
- Alexander Puschkin, Pique Dame
- Émile Zola, Das Geld
- Egon Erwin Kisch, Marktplatz der Sensationen
- Mark Twain, Ein Yankee an König Artus' Hof
- Choderlos de Laclos, Schlimme Liebschaften
- Henry Fielding, Joseph Andrew's Abenteuer
- Henry James, Die Erbin vom Washington Square
- László Németh, Abscheu

1982
- Alfred Döblin, Berlin Alexanderplatz
- Johann Wolfgang von Goethe, Die Leiden des jungen Werther
- Gustave Flaubert, Die Erziehung der Gefühle
- Jane Austen, Gefühl und Verstand
- Arthur Schnitzler, Spiel im Morgengrauen
- Nikolai Leskow, Am Ende der Welt
- Halldór Laxness, Das wiedergefundene Paradies

1983
- Jack London, Lockendes Gold
- Erzählungen der Schehersad aus den 1001 Nächte, 2 Bände
- Bertolt Brecht, Dreigroschenroman
- Stendhal, Die Kartause von Parma, 2 Bände
- Romain Rolland, Meister Breugnon
- Heinrich von Kleist, Der Zweikampf
- Michail Bulgakow, Der Meister und Margaritha

1984
- Maxim Gorki, Das Werk der Artamonows
- William Faulkner, Licht im August
- Thomas Mann, Bekenntnisse des Hochstaplers Felix Krull
- Yasunari Kawabata, Schneeland

1985
- Hermann Hesse, Heumond
- Alessandro Manzoni, Die Verlobten, 2 Bände
- Franz Kafka, Das Urteil
- James Baldwin, Eine andere Welt
- Jean Paul Sartre, Der Ekel
- Sinclair Lewis, Die Hauptstrasse, 2 Bände
- Honoré de Balzac,  Das Chagrinleder

1986
- Hermann Hesse, Der Steppenwolf, 2. Aufl.
- Alberto Moravia, Die Römerin
- John Dos Passos, Manhattan Transfer
- Marcel Proust, Combray
- Michail Scholochow, Don - Erzählungen
- Doris Lessing, Afrikanische Tragödie
- Plutarch, Leben und Taten berühmter Griechen und Römer
- Ovid, Die Kunst der zärtlichen Liebe, 2. Aufl.
- Gottfried Keller, Die Leute von Seldwyla, 2 Bände

1987
- Andre Gide, Die Falschmünzer
- Heinrich Heine, Buch der Lieder
- Giovanni Boccaccio, Das Dekameron, 2 Bände, 2. Aufl.
- Ludwig Renn, Adel im Untergang
- Upton Sinclair, Jimmie Higgins
- Ilja Ehrenburg, Der Fall von Paris, 2 Bände
- Virginia Woolf, Die Fahrt zum Leuchtturm
- Franz Werfel, Die 40 Tage des Musa Dagh, 2 Bände, 2. Aufl.
- Hermann Hesse, Das Glasperlenspiel, 2 Bände
- Georges Simenon, Bellas Tod/ Sonntag

1988
- Lukian, Der Lügenfreund
- Hans Christian Andersen, Die Galoschen des Glücks
- Miroslav Krleža, Die Rückkehr des Filip Latinovicz
- Tschingis Aitmatow, Dshamila / Abschied von Gülsary / Der weiße Dampfer
- John Steinbeck, Geld bringt Geld
- Tennessee Williams, Glasporträt eines Mädchens
- Hermann Hesse, Kinderseele
- 50 Novellen der italienischen Renaissance, 2 Bände
- Hans Fallada, Wer einmal aus dem Blechnapf frisst, 2 Bände, 2. Aufl.
- Stefan Zweig, Leporella, 2. Aufl.

1989
- Erich Maria Remarque, Im Westen nichts Neues
- Karel Čapek, Hordubal/ Der Meteor/ Ein gewöhnliches Leben
- Guy de Maupassant, Eine Landpartie
- Homer, Ilias
- Homer Odyssee
- Michel Tournier, Der Erlkönig
- Jules Verne, Die Kinder des Kapitäns Grant, 2 Bände
- Thomas Mann, Tod in Venedig, 2. Aufl.
- James Fenimore Cooper, Der Spion, 2 Bände
- Gebrüder Grimm,  Märchen, 2 Bände
- Guy de Maupassant, Eine Landpartie

1990
- Stefan Zweig, Die Welt von gestern
- Guy de Maupassant, Idyll
- Anna Seghers, Aufstand der Fischer von St. Barbara
- Johann Wolfgang von Goethe, Die Leiden des Jungen Werther, 2. Aufl.